# AviSynth
AviSynth — це програма-фреймсервер призначена для обробки відеоматеріалів, створена для Microsoft Windows. Являє собою безкоштовне програмне забезпечення з відкритим сирцевим кодом, що розповсюджується по ліцензії GNU GPLv2.

## Скриптовий відео-редактор
AviSynth діє як нелінійний відео-редактор, що повністю контролюється завдяки сценаріям (без графічного інтерфейсу). Вона виступає в ролі посередника між цифровим відео-джерелом, таким як AVI чи MP4 файл, та VFW програмою отримувачем, такою як програвач мультимедіа, відеоредактор, чи програма для кодування відео (encoder).
AviSynth взаємодіє з будь-якою програмою, що підтримує AVI через систему Video for Windows (VfW), діючи як "фальшивий" AVI файл. Вона може застосовувати велике різноманіття функцій редагування і обробки (що звуться фільтрами) до відео-потоку. Можливості фільтрів включають нарізку, обрізку, деінтерлейсинг, зворотній перерахунок кадрів, завантаження і сплайсинг статичних зображень, корекція кольору, шумозаглушення та ін.
Технічно, вона діє як кодек для AviSynth сценаріїв, що представляють собою лист монтажних рішень, написані в формі текстових файлів скриптовою мовою AviSynth [Архівовано 13 липня 2013 у Wayback Machine.]. Скриптова мова може бути розширена завдяки використанню зовнішніх плагінів(на відміну від внутрішніх плагінів, які має сам AviSynth). Список зовнішніх плагінів знаходиться в Колекції Фільтрів AviSynth [Архівовано 13 липня 2013 у Wayback Machine.].
Фільтри AviSynth працюють в декількох колірних просторах, включаючи RGB, YUY2 та YV12 (також YV16, YV24, YV411 та Y8 в AviSynth 2.6).

## AviSynth для інших операційних систем
AviSynth 2.xx може бути використана в інших операційних системах, відмінних від Windows, за допомогою використання Wine. Для взаємодії між AviSynth під Wine та, для прикладу, FFmpeg запущеному на Linux, може бути використаний Avs2YUV. Avs2YUV це програма що працює в командному рядку Windows, може бути запущена під Wine і рендерити вихідний потік в stdout, який потім надходить в FFmpeg. Avs2YUV також підтримує запис на іменований конвеєр.
AvxSynth це Linux порт AviSynth. Більше деталей тут: www.avxsynth.org [Архівовано 6 березня 2021 у Wayback Machine.]

## Програми сумісні з AviSynth
| Ім'я програми                | Ліцензія                                      | Коментарі | Домашня сторінка                                                               |
| ---------------------------- | --------------------------------------------- | --- | ------------------------------------------------------------------------------ |
| Adobe Premiere Pro           | Пропрієтарна, комерційна                      | Версія 6.0 і вище (включаючи CS4) має можливість імпорту плагінів AviSynth. | Premiere AviSynth import plugin [Архівовано 3 березня 2016 у Wayback Machine.] |
| Avanti GUI                   | Пропрієтарна, безплатна                       | Avanti GUI це безкоштовний front end для FFmpeg з опцією вставляння AviSynth як препроцесора. | Avanti GUI [Архівовано 6 листопада 2008 у Wayback Machine.]                    |
| Cinema Craft Encoder         | Пропрієтарна                                  | Cinema Craft Encoder це комерційний MPEG-2 шифратор (encoder) що підтримує AviSynth. | Cinema Craft [Архівовано 27 жовтня 2014 у Wayback Machine.]                    |
| FFmpeg                       | LGPL2.1+, GPL 2+                              | FFmpeg скомпільований для Windows може отримати на вхід AviSynth. | інструкції [Архівовано 2 лютого 2016 у Wayback Machine.]                       |
| MPlayer                      | GPL                                           | MPlayer може грати файли .avs. |                                                                                |
| Microsoft Expression Encoder | Пропрієтарна, freemium                        | Microsoft Expression Encoder може імпортувати та перекодовувати. |                                                                                |
| GOM Player                   | Пропрієтарна, безплатна, з підтримкою реклами | Може грати файли .avs. |                                                                                |
| Nero Multimedia Suite        | Пропрієтарна, комерційна                      | Nero Showtime може грати файли .avs. |                                                                                |
| TMPGEnc                      | Умовно-безплатна/безплатна                    | TMPGEnc це безкоштовний MPEG-1 і MPEG-2 шифратор. TMPGEnc Plus та TMPGEnc Express є комерційними версіями TMPGEnc що включають розширену функціональність, а також видалення 30-денног обмеження в MPEG-2 шифруванні, присутнього в TMPGEnc. | Pegasys Inc. [Архівовано 23 червня 2005 у Wayback Machine.]                    |
| VirtualDub                   | GPL                                           | VirtualDub - це широко використовуваний універсальний відео-конвертер. | VirtualDub [Архівовано 11 лютого 2016 у Wayback Machine.]                      |
| VirtualDubMod                | GPL                                           | VirtualDubMod містить декілька специфічних AviSynth особливостей, таких як явна підтримка AviSynth сценаріїв, редактор сценаріїв AviSynth та ін. Тим не менш, він не оновлювався з 2006 року та містить багато багів.                        | VirtualDubMod [Архівовано 6 лютого 2016 у Wayback Machine.]                    |
| Windows Media Player         | Пропрієтарна, компонент Windows/безплатна     | Windows Media Player здатний завантажувати і грати сценарії AviSynth, тому є хорошим вибором для простого відтворення та тестування. Щоб запрацювати, може вимагати деяких змін в реєстрі.                                                   | Windows Media Home [Архівовано 3 листопада 2011 у Wayback Machine.]            |
| Media Player Classic         | GPL                                           | Media Player Classic здатний завантажувати і грати сценарії AviSynth, при цьому необхідна 32-бітна версія. | Media Player Classic                                                           |
| SUPER                        | Пропрієтарна, безплатна, з підтримкою реклами | SUPER (Simplified Universal Player, Encoder and Renderer) це безкоштовне програмне забезпечення від eRightSoft, що може кодувати найпоширеніші відео формати і має повну підтримку AviSynth.                                                 | SUPER [Архівовано 24 жовтня 2015 у Wayback Machine.]                           |
| Total video converter        | Пропрієтарна, умовно-безплатна                | Total video converter має плагін імпорту AviSynth. | Total Video Converter [Архівовано 15 червня 2011 у Wayback Machine.]           |